# Dehesa Mayor
Dehesa Mayor es una pedanía de Cuéllar, en la provincia de Segovia, comunidad autónoma de Castilla y León, España.

## Historia
En 1290 se llamaba Sant Mayor. A partir de 1591 se menciona ya como Dehesa Mayor en el Catastro de Ensenada.
Según el Diccionario geográfico-estadístico de 1828 de Sebastián Miñano, Dehesa y Samayor era en esta época un municipio independiente que tenía 74 vecinos (familias), 289 habitantes.

## Demografía
| 167           | 172 | 158 | 150 | 124 | 112 | 105 | 105 | 97 | 93 | 94 | 94 |
| (Fuente: INE) |     |     |     |     |     |     |     |    |    |    |    |

## Cultura

### Patrimonio
- Iglesia de San Juan Bautista, cuenta con un retablo mayor de estilo barroco realizado en 1701.

### Fiestas
- San Juan, el 24 de junio;
- San Isidro, celebrada el 15 de mayo, de carácter agrícola.[2]